# Fiolledo
Fiolledo es una  es una parroquia del municipio pontevedrés de Salvatierra de Miño (Galicia, España).
Su patrón es San Paio, al que está dedicado su iglesia.